# Ángelosz Harisztéasz
Ángelosz Harisztéasz (görögül: Άγγελος Χαριστέας; Szérresz, 1980. február 9.–) Európa-bajnok görög válogatott labdarúgó.

## Pályafutása

### Klubcsapatokban
1997 és 2002 között az Árisz Theszaloníki játékosa volt. Az 1998–99-es szezonban az Athinaikósz csapatánál szerepelt kölcsönben. 2002 és 2005 között a Werder Bremen csatáraként 66 mérkőzésen lépett pályára és 18 gólt szerzett. A Werderrel 2004-ben bajnoki címet szerzett és megnyerte a német labdarúgókupát. 2005-ben az Ajax szerződtette annak reményében, hogy pótolja a Juventushoz távozó Zlatan Ibrahimovićot. A 2005–06-os szezon végén kupát és szuperkupát nyert csapatával. 2006 augusztusában a Feyenoordhoz igazolt, ahol egy évet töltött. 2007-től 2010-ig a Nürnbergben játszott. 2009-ben kölcsönben a Bayer 04 Leverkusennél szerepelt. 2010 nyarán a francia első osztályban szereplő Arles-Avignonghoz igazolt honfitársával Ángelosz Baszinász társaságában. Mindössze hét mérkőzésen lépett pályára – négy alkalommal a bajnokságban és egy kupamérkőzésen, majd két hónapot követően felbontották a szerződést.
2011. január 30-án a Schalke 04 hivatalosan bejelentette a szerződtetését. Harisztéasz 2011. június 30-án írt alá a szezon végéig. A Schalke színeiben a bemutatkozó mérkőzésén megszerezte a második gólt az Eintracht Frankfurt elleni 2–1-re megnyert hazai mérkőzésen. Ez volt az első labdaérintése, mindössze 52 másodperce volt a pályán. 2011. április 13-án Harisztéasz bejutott a 2010–2011-es UEFA-bajnokok ligája elődöntőjébe a Schalkéval, a negyeddöntőben a címvédő Intert győzték le, Harisztéasz a brazil Edut váltotta a második félidő 32. percében.
2011. május 21-én megnyerte a német labdarúgókupát a Schalke 04-el. 2011 nyarán hazatért az első osztályba feljutó Panaitolikósz csapatához, ahol egy évig játszott. 2013-ban a szaúdi en-Naszr játékosaként fejezte be a pályafutását.

### A válogatottban
2001 és 2011 között 88 alkalommal szerepelt a görög válogatottban és 25 gólt szerzett. Tagja volt a 2004-es Európa-bajnokságon győztes válogatott keretének és kulcsszerepet vállalt abban, hogy Görögország nem kis meglepetésre megnyerte a tornát. A házigazda Portugália döntőben Harisztéasz szerezte azt a gólt, amivel megnyerték az Európa-bajnokságot. 

## Sikerei, díjai
Werder Bremen
- Német bajnok (1): 2003–04
- Német kupagyőztes (1): 2003–04

AFC Ajax
- Holland kupagyőztes (1): 2005–06
- Holland szuperkupagyőztes (1): 2006

Bayer Leverkusen
- Német kupadöntős (1): 2008–09

Schalke 04
- Német kupagyőztes (1): 2010–11

Görögország
- Európa-bajnok (1): 2004

Egyéni
- A 2004-es Európa-bajnokság álomcsapatának a tagja